# Peter Voss
Peter Voss (Flensburg, 18 december 1897 - 1976) was een SS-onderofficier in Auschwitz-Birkenau tijdens de Tweede Wereldoorlog.
Voss was lid van de Schutzstaffel en bereikte bij deze organisatie de rang van SS-Oberscharführer. Gedurende de Tweede Wereldoorlog kreeg hij de verantwoordelijkheid over de crematoria in Auschwitz-Birkenau. Over het lot van Peter Voss is niets bekend. 